# Cryptocephalus palmensis
Cryptocephalus palmensis es una especie de insecto coleóptero de la familia Chrysomelidae.
Fue descrita científicamente en 1982 por Franz.